# Dugout

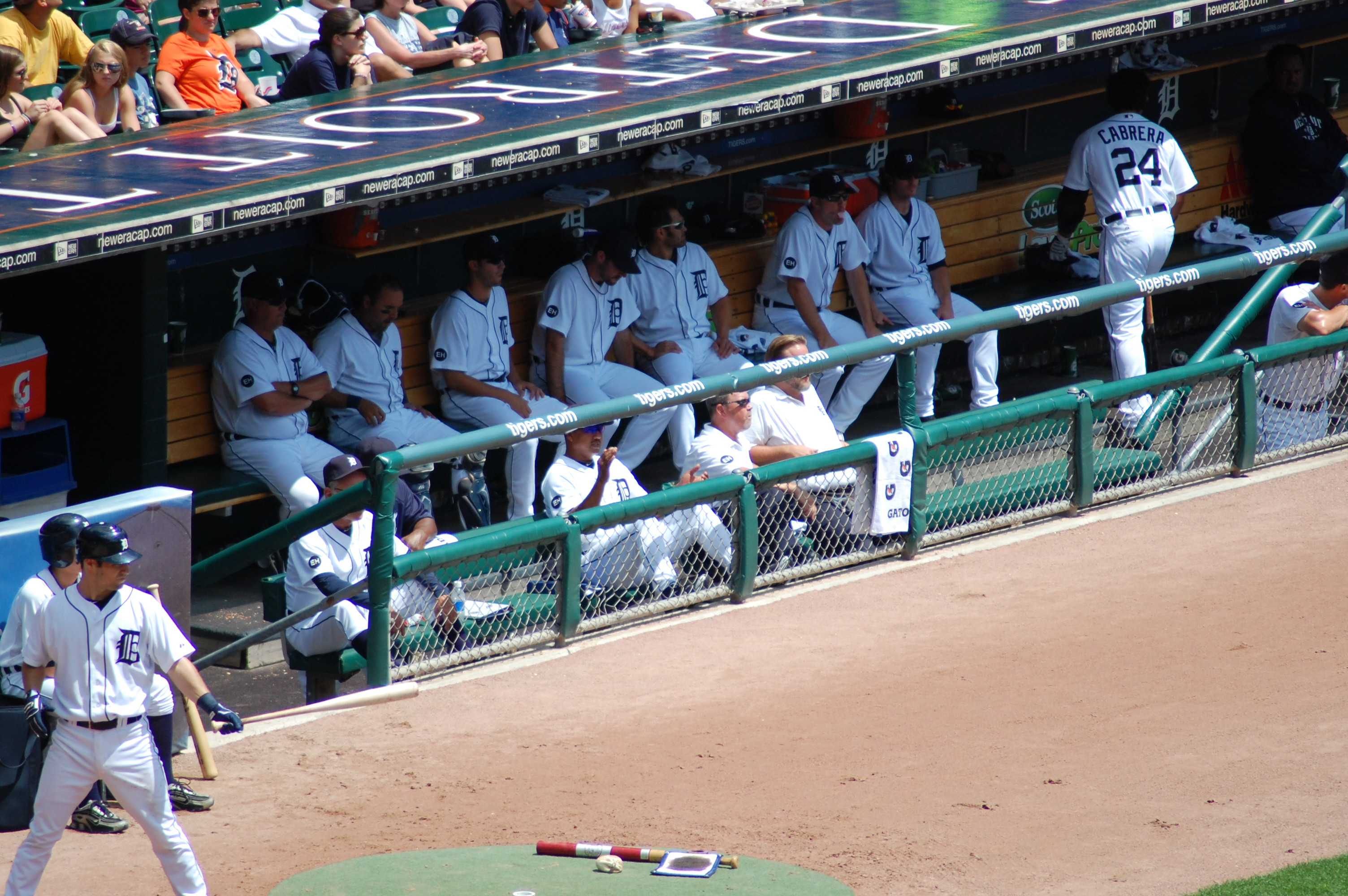
El dugout dels Detroit Tigers (equip local al Comerica Park) es troba darrere de la línia de tercera base.

El dugout (també dit col·loquialment cova en alguns països de parla hispana), en beisbol, en futbol, en handbol i altres esports de camp, és l'àrea on es troba la banqueta d'un equip i es troba en territori extern al camp o pista d'esport a banda i banda del diamant o de la pista de futbol, de handbol, futbol americà, entre d'altres. Per al cas del beisbol els dugouts se situen entre el home i bé sigui primera base o tercera base. En un estadi existeixen sempre dos dugouts, un per a l'equip local i l'altre per a ser utilitzat per l'equip visitant. En general, la caseta està ocupada per tots els jugadors de l'equip que es troben disponibles però sense activitat en el camp en aquest moment, així com els entrenadors i personal autoritzat per la lliga. L'equipament dels jugadors de beisbol (guants, bats, cascos de bat, la indumentària del receptor, etc), igual que en el cas d'altres esports com futbol, handbol, futbol americà, etc normalment s'emmagatzema al dugout.

## Origen
El terme "dugout" es refereix a una zona especialment excavada per a situar-la lleugerament per sota del nivell del terreny de joc. El seu nom s'adopta del nom donat a l'espai excavat, creat pels soldats al costat de les línies de trinxera, destinats al descans i reserva. La raó per al disseny i ubicació semisubterrània d'aquests refugis és incerta, però tenint en compte que a diferència de la majoria dels esports, l'acció principal en el beisbol se centra en una àrea específica -el home plate-, sembla que el disseny dels dugouts deriva de la necessitat de permetre als espectadors asseguts en les graderies situades darrere de les banquetes una visibilitat clara del terreny, específicament de l'àrea del home plate, ja que la seva obstrucció incidiria negativament en la popularitat del joc.
No tots els dugouts es troben per sota del nivell del terreny. A nivell de la Major League Baseball (MLB), existeixen dugouts que es troben sobre el terreny es troben en estadis d'usos múltiples per a així simplificar qualsevol modificació del camp de joc i fer la conversió apropiada per a la pràctica d'un altre esport. En tals parcs, l'àrea de seients s'eleva de tal manera que els refugis no obstaculitzin la visió dels espectadors. Els dugouts també es troben a nivell de camp en la majoria dels estadis de beisbol aficionat, on situar-los baix nivell tindria un cost prohibitiu o bé no beneficiós. En aquests casos, el terme dugout continua sent vàlid. En els inicis del beisbol professional, les àrees de seients es construïen sovint amb altura suficient com per a permetre la ubicació de la banqueta a nivell del terreny.

## Variacions
La majoria dels estadis de beisbol professionals i universitaris compten amb dugouts semisubterranis -lleugerament sota el nivell del terreny-, amb esglaons o graons de formigó al llarg de tota la longitud de la caseta. Alguns compten amb una barana al llarg del graó més alt, (també dita lip), mentre que uns altres estan completament oberts.
En la majoria dels estadis de beisbol de les Grans Lligues, així com molts estadis de beisbol de lligues menors, la caseta està connectat directament al vestidor per un túnel.
Els parcs de joc de lligues menors i d'escoles secundàries, així com els parcs públics compten en general amb dugouts que es troben a nivell del terreny i separats del camp de joc per una malla.

## Regles oficials
La regla 3.17 de la MLB indica que "cap altra persona exceptuant els jugadors, substituts, entrenadors, instructors i batboys, ocuparà la banqueta durant un partit." La regla també estipula que els jugadors en llista d'incapacitats poden romandre al dugout, però no poden accedir al terreny de joc en cap moment durant l'encontre. Jugadors i entrenadors que hagin estat expulsats del partit no poden romandre en el dugout, d'acord amb la regla 4.07.
A diferència de la majoria els esports -on la pilota o disc, en entrar en l'àrea del banc de suplents ja ha sortit dels límits del terreny per tant invalidant qualsevol jugada posterior- en beisbol és possible per al dugout ser part eventual del terreny de joc. La regla de la MLB 6.05(a) estableix que un jugador pot entrar al dugout per a atrapar una bola, sempre que un o tots dos peus estiguin en o sobre el terreny de joc, i no tingui un peu en el sòl del dugout en fer la captura. Les anomenades "regles universals" indiquen que el jugador pot ingressar al dugout després de fer la captura si el seu impuls l'obliga a seguir aquesta trajectòria; en cas de caure a terra dins del dugout com a resultat del seu recorregut, la captura és vàlida però als corredors en base se'ls permet avançar, d'acord amb la Regla 7.04.
La pilota deixa d'estar en joc en entrar al dugout i tant el batedor com els corredors en base (si n'hi ha) poden avançar, d'acord amb la regla 7.04(c). No obstant això, la pilota continuarà en joc si arribés a rebotar en la baranda del dugout sense entrar-hi (tret que sigui un foul). A causa de la ubicació dels dugouts fora del diamant, les boles que es troben en joc i arriben al dugout solen ser producte de jugades defensives errònies.
Les lligues individuals a nivells per sota de la MLB es troben en llibertat d'establir les seves pròpies regles per a regir els dugouts i adaptar-les a les condicions dels seus estadis. Per exemple, la norma que permet atrapar pilotes que ingressin al dugout no tindria validesa en les lligues on els dugouts es trobin separats del terreny per reixats metàl·lics d'una altura major que la dels jugadors.